# Apostolos Doxiadis
Apostolos Doxiadis (en griego: Απόστολος Δοξιάδης, Brisbane, Queensland, 6 de junio de 1953) es un escritor griego nacido en Australia. Doxiadis escribe novelas didácticas relacionadas con matemáticas, como El tío Petros y la conjetura de Goldbach (1992).
Ingresó con 15 años en la Universidad de Columbia, Nueva York, para cursar estudios de Matemáticas. Más tarde, asistió al École pratique des hautes études (Colegio Práctico de Altos Estudios), en París, donde estudió matemáticas aplicadas al sistema nervioso.
Como realizador cinematográfico, ha dirigido dos películas, Underground Passage y Terirem. Por esta última obtuvo en 1988 el Premio del Centro Internacional de Cine de Arte , ICAC, en Berlín.

## Filmografía
- Underground Passage
- Terirem